# Fachkamera

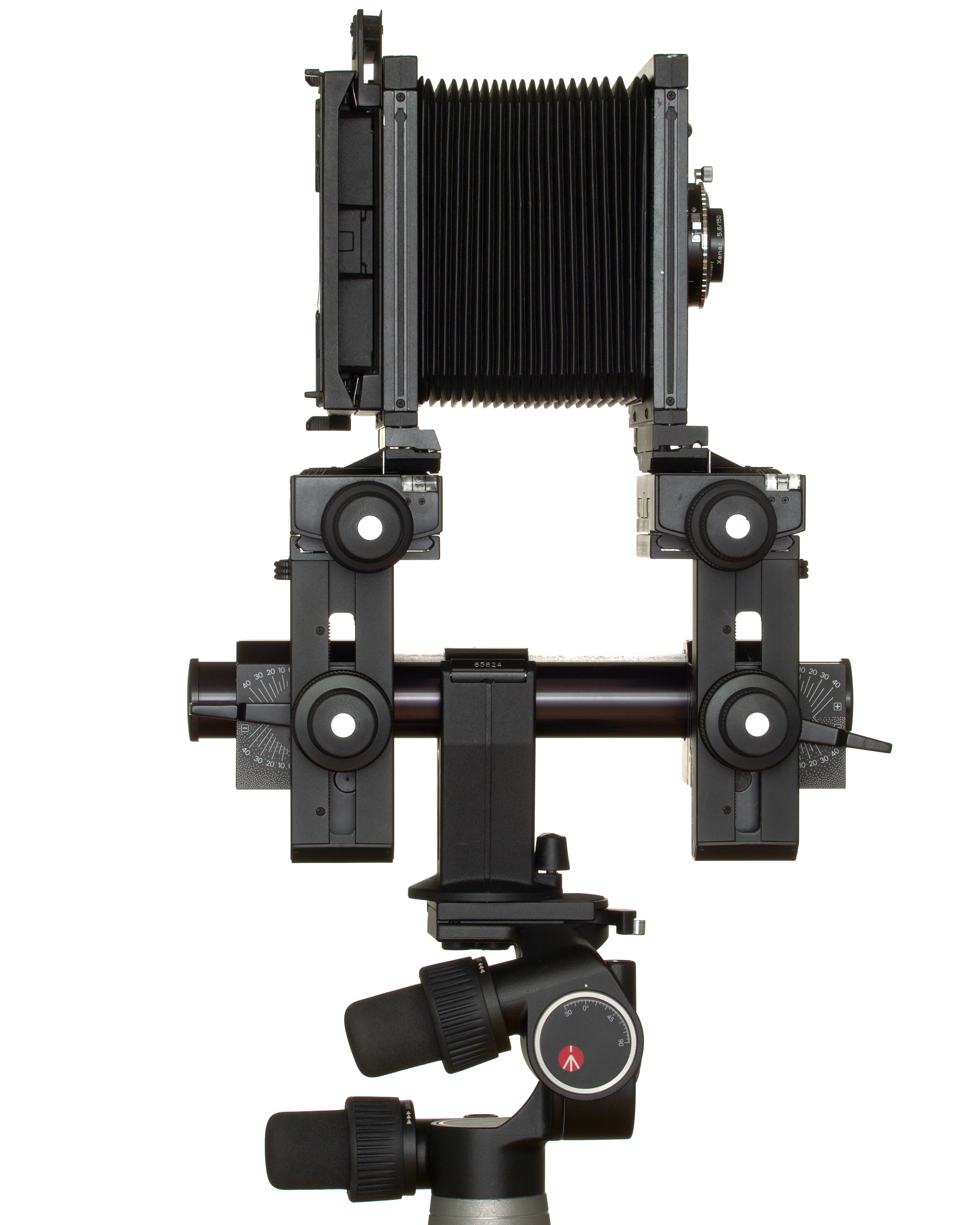
Fachkamera Sinar p2

Als Fachkamera (engl.: technical camera) wird ein Typ von Fotoapparat bezeichnet, dessen Konstruktion auf die Arbeit und Erfordernisse professioneller Fotografen in der Sach- und Porträtfotografie insbesondere im Fotostudio abgestimmt ist. Das bereits zur Zeit der Daguerreotypie im 19. Jahrhundert entwickelte Kamerakonzept wird in meist variierter Bauform auch für die Digitalfotografie genutzt.
Die Bezeichnung Fachkamera weist darauf hin, dass man mit diesen nach allen Regeln des Fachs der Fotografie arbeiten kann.

## Aufbau und Funktionalität

Schematischer Aufbau einer Fachkamera

Eine Fachkamera mit ihrem modularen Aufbau besteht aus einer Objektivstandarte mit montierter Fachoptik und einer Bildstandarte, welche zur Motivbetrachtung mit einer Mattscheibe oder mit dem elektronischen Sucher (Live-View) eines Digitalrückteils ausgestattet ist. Die Standarten der Fachkamera können in verschiedenen Richtungen gegeneinander verstellt und verkippt werden. Dies ermöglicht einerseits das Erfassen des gewünschten Bildausschnittes ohne ein damit verbundenes Verkippen der gesamten Kamera, was zur Vermeidung stürzender Linien beispielsweise in der Architekturfotografie häufig Anwendung findet, und zum anderen eine freie Verlagerung der Schärfeebene nach der Scheimpflugschen Regel.
Zur Bildaufnahme wird nach dem Scharfstellen eine Filmkassette oder ein Digitalgerät an der Bildstandarte angebracht. Beim Fotografieren mit einer Fachkamera wird fast immer ein Kamerastativ verwendet.
In der analogen Fotografie ist die Fachkamera meist eine Großformatkamera für Planfilm, seltener eine Mittelformatkamera. In der Digitalfotografie sind Fachkameras in Kombination mit Mittelformat-Digitalrückteilen und mit DSLR- bzw. spiegellosen Systemkameras zu finden.
Fachkameras werden typischerweise mit speziellen Fachoptiken bestückt, wie sie von Rodenstock (Qioptiq) angeboten werden, früher auch von Schneider Kreuznach, Nikon, Fujifilm und Carl Zeiss. Hersteller von Digitalrückteilen für Fachkameras sind Phase One und Hasselblad.
Auch analoge oder digitale Spiegelreflex- und Systemkameras lassen sich mit Hilfe von speziellen Tilt-und-Shift-Objektiven auf die allerdings eingeschränkte Funktionalität einer Fachkamera erweitern. Diese Objektive besitzen ebenso wie die Fachkamera-Optiken einen gegenüber dem Aufnahmeformat erweiterten Bildkreis.

## Bauformen
Man unterscheidet bei Fachkameras zwischen Kameras auf optischer Bank, Laufbodenkameras und XY- bzw. Weitwinkel-Fachkameras. Verschiedene Hersteller bieten oder boten jedoch auch Mischformen zwischen diesen drei Grundtypen an.

### Kamera auf optischer Bank

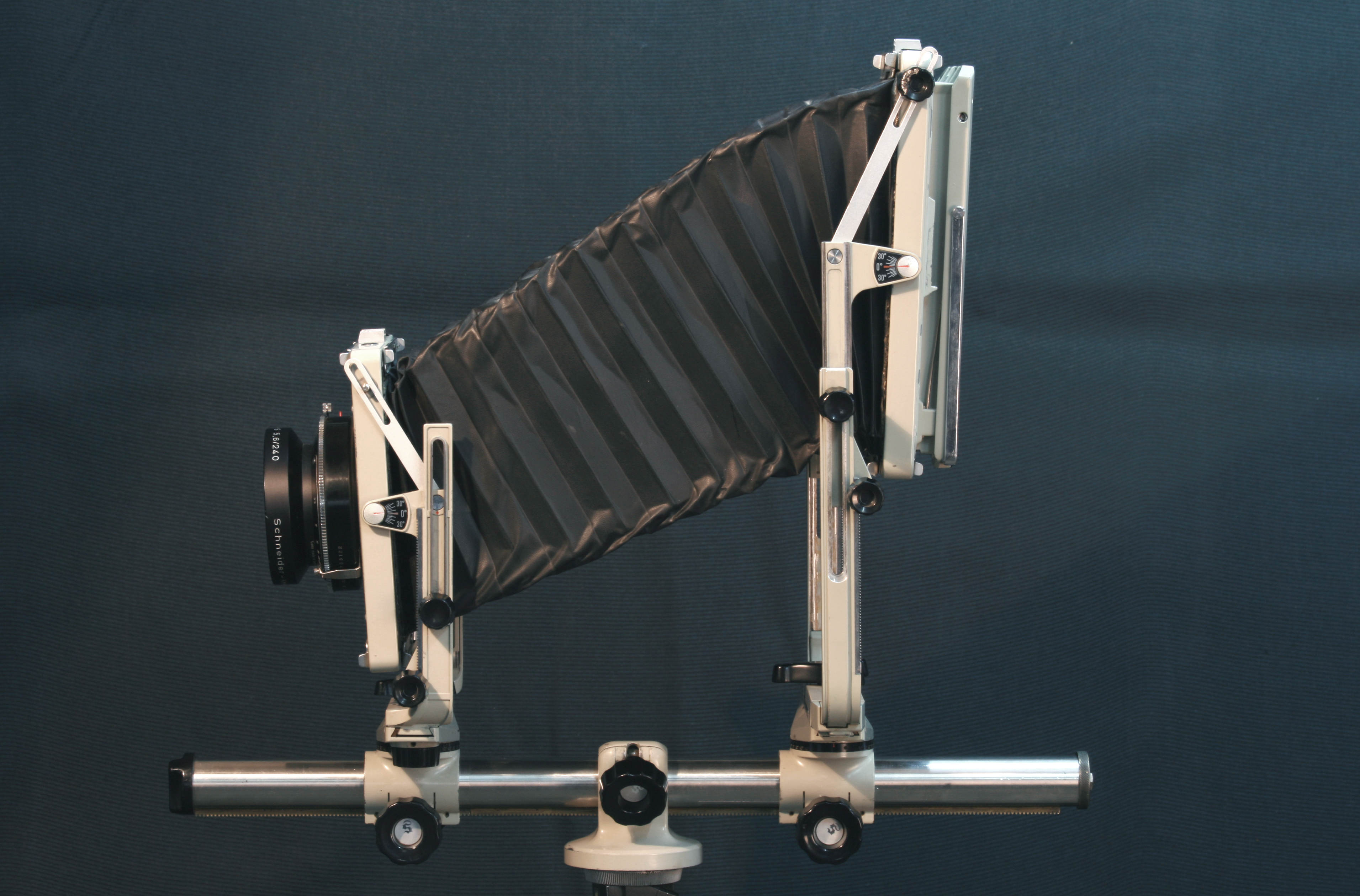
Toyo-Fachkamera auf optischer Bank

Bei diesem Kameratyp (engl.: view camera) werden auf einer optischen Bank in Form einer Schiene oder eines Rohres die Objektivstandarte und die Bildstandarte gegeneinander verstellbar angeordnet.
Beide über Basisgelenke auf der optischen Bank fixierten Standarten sind dabei durch einen lichtdichten Balgen miteinander verbunden. Die Standarten können auf der optischen Bank vor- und zurück verschoben werden; dadurch wird die Bildschärfe eingestellt, und der Standarten-Abstand auf die Brennweite des jeweils verwendeten Objektivs abgestimmt. Eine Hoch- bzw. Tiefverstellung oder Seitwärtsverschiebung der Standarten ermöglicht die Wahl des gewünschten Bildausschnittes.
Die Basisgelenke erlauben es zusätzlich zur Verlagerung der Schärfeebene die Standarten horizontal und vertikal zu verschwenken.
Kameras auf optischer Bank finden sowohl in der Analogfotografie wie auch in der digitalen Bildaufzeichnung breite Anwendung.

### Laufbodenkamera

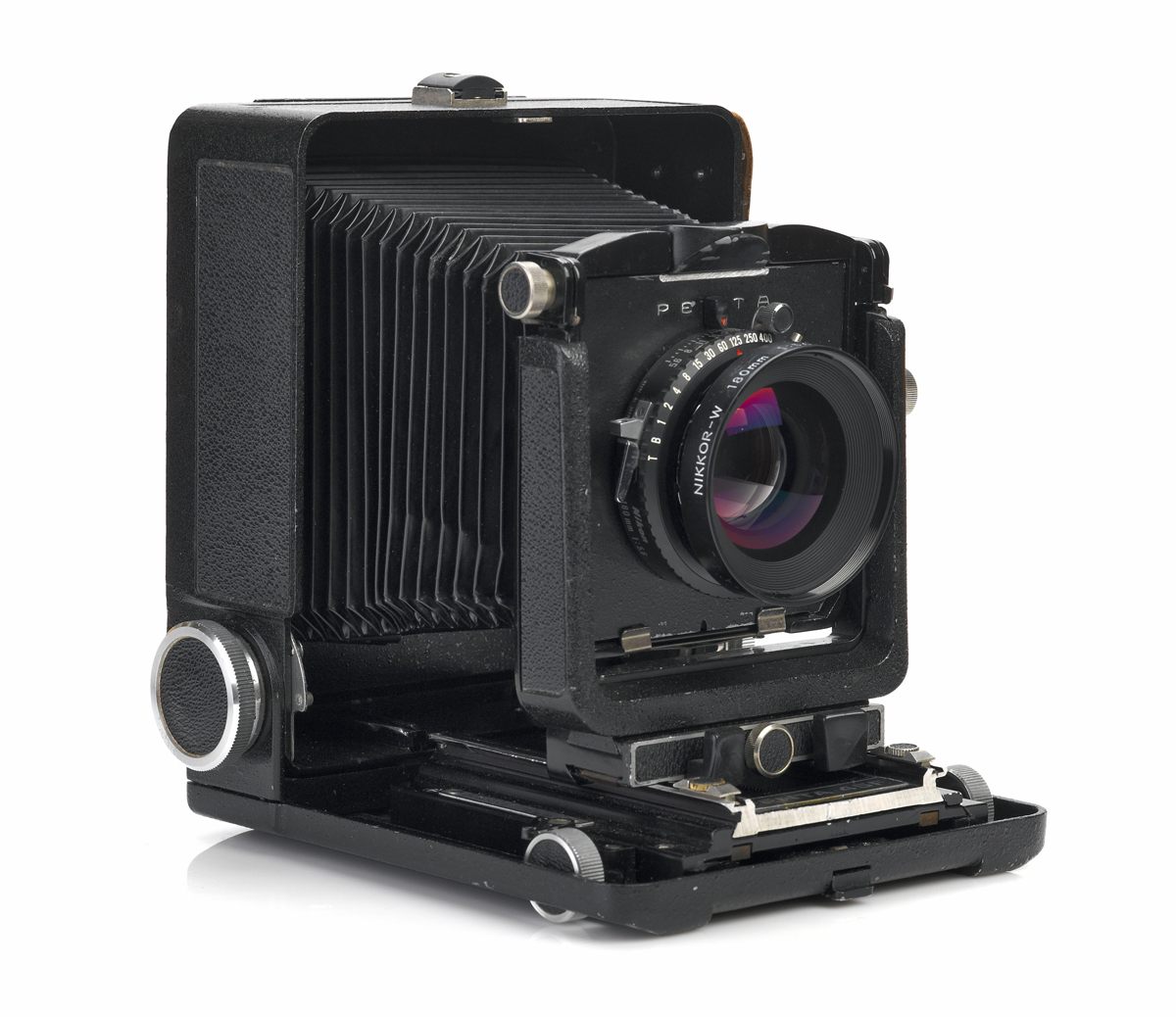
Laufbodenkamera
Penta (Wista) 45F

Eine Laufbodenkamera (engl.: field camera) besteht aus einem Holz- oder Metall-Gehäuse, dessen Rückseite zugleich die Bildstandarte darstellt. Auf der klappbaren Vorderseite ist eine Schiene montiert, auf der die Objektivstandarte befestigt ist.
Vorteile dieser Bauart sind ein kompaktes Gehäuse und sehr guter Schutz für Balgen und Mechanik. Trotzdem bieten Laufbodenkameras die für Fachkameras typischen Verstellmöglichkeiten: Sowohl die Bildstandarte als auch die Objektivstandarte bieten Schwenk- und Schiebemöglichkeiten, um Schärfe, Schärfeebene und Perspektive zu verstellen. Laufbodenkameras sind meist in der analogen Großformatfotografie zu finden.

### XY-Fachkamera

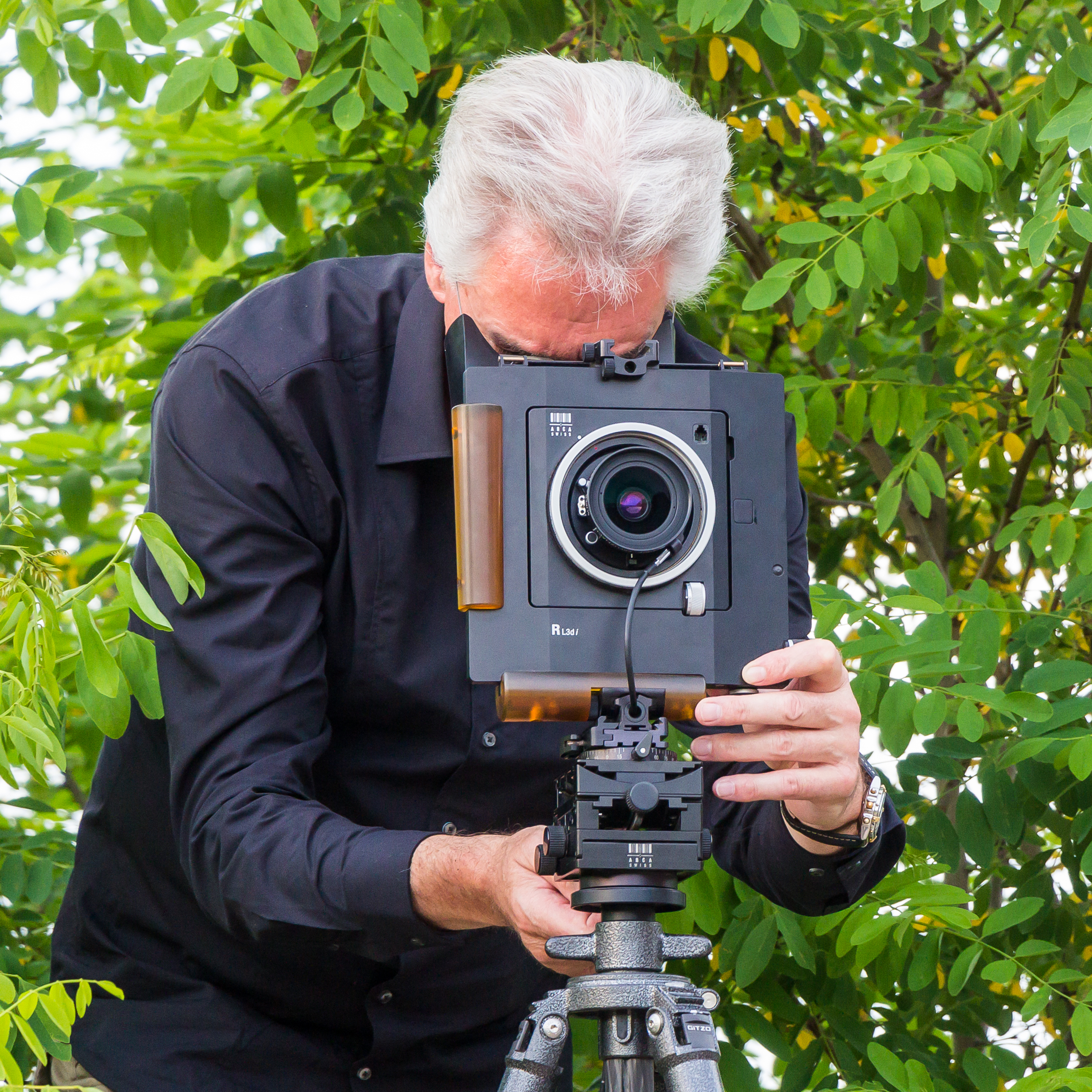
Alfred Seiland mit einer
Arca-Swiss XY-Fachkamera

Eine XY- oder Weitwinkel-Fachkamera (engl.: pancake camera) besteht aus einer Objektiv- und einer Bildstandarte, die auf Schienen mit vertikalen und horizontalen Verschiebemöglichkeiten an einem Rahmen befestigt sind.
Die beiden Shift-Schlitten fahren auf der (horizontalen) X- und der (vertikalen) Y-Achse. Dadurch werden weite und präzise Bewegungen zur Perspektiveinstellung und für das Stitching von Aufnahmen möglich.
Kennzeichnend für diesen Kameratyp sind außerdem besonders geringe Toleranzen, was für die Digitalfotografie viel wichtiger ist als für die Analogfotografie.
Zur Regulierung der Schärfe ist das Objektiv mit einer Einstellschnecke an der Objektivstandarte verbunden. Viele Modelle weisen Schwenkmöglichkeiten auf, welche gemessen an den Verstellwegen der anderen beiden Fachkamera-Bauformen allerdings eingeschränkt sind. 
Im Unterschied zur Kamera auf optischer Bank und ähnlich der Laufboden-Kamera ist die XY-Kamera besonders kompakt, stabil und transportabel.

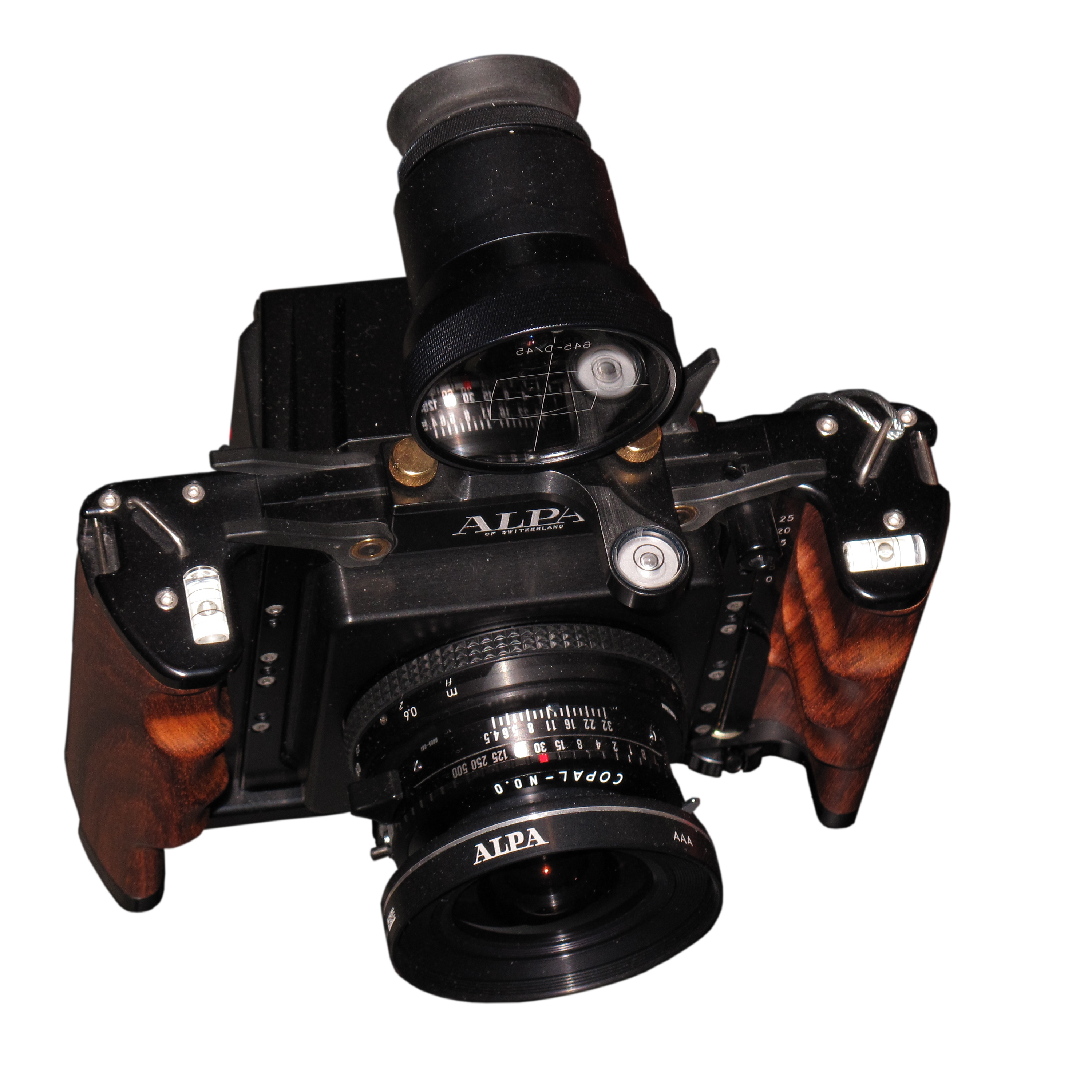
Weitwinkel-Fachkamera
Alpa 12 SWA mit Digitalrückteil

XY-Fachkameras mit Digitalrückteil werden sehr häufig in der Architekturfotografie eingesetzt.

## Hersteller
Bekannte Hersteller von Fachkameras sind
- Alpa (CH)
- Arca-Swiss (CH, F)
- Cambo (NL)
- Canham (USA)
- Horseman (JP)
- Linhof (D)
- Phase One (DK)
- Silvestri (I)
- Sinar (CH)
- Toyo (JP)
- Wista (JP)